# Noah Havard
Noah Havard (n. 11 octombrie 2000, Noul Wales de Sud, Australia) este un caiacist ce a reprezentat Australia, medaliat olimpic. A participat la o ediție a Jocurilor Olimpice (2024) în care a câștigat o medalie de aur.

## Participări
Lista de mai jos prezintă principalele competiții la care a participat Noah Havard de-a lungul carierei.
- Jocurile Olimpice de vară din 2024[2]